# Daniel Portman
Daniel Portman, född 13 februari 1992 i Glasgow, är en brittisk skådespelare.
Portman har bland annat medverkat i TV-serierna Game of Thrones (2012-2019), Vigil (2021) och The Control Room från 2022.

## Filmografi (i urval)
- 2012–2019 – Game of Thrones (TV-serie)
- 2021 – Vigil (TV-serie)
- 2022 – Karen Pirie: Kalla fall (TV-serie)
- 2022 – The Control Room (TV-serie)
- 2025 – Hotet (TV-serie)